# ديمة داغر (بوزي)
ديمة داغر (بالفارسية: دیمه داغر) هي منطقة سكنية تقع في إيران في محافظة خوزستان. يقدر عدد سكانها بـ 37 نسمة .